# Scatophila fernandeziana
Scatophila fernandeziana är en tvåvingeart som beskrevs av Wirth 1955. Scatophila fernandeziana ingår i släktet Scatophila och familjen vattenflugor. Inga underarter finns listade i Catalogue of Life.